# Pseuderannis amplipennis
Pseuderannis amplipennis là một loài bướm đêm trong họ Geometridae.